# Muchedent
Muchedent é uma comuna francesa na região administrativa da Normandia, no departamento de Sena Marítimo. Estende-se por uma área de 6,88 km². Em 2010 a comuna tinha 132 habitantes (densidade: 19,2 hab./km²).